# Asmate jordanaria
Asmate jordanaria är en fjärilsart som beskrevs av Otto Staudinger 1901. Asmate jordanaria ingår i släktet Asmate och familjen mätare. Inga underarter finns listade i Catalogue of Life.